# Ottaviano Petrucci

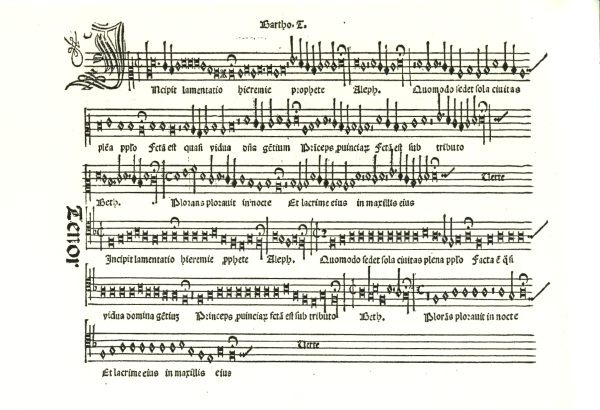
Noter till Tromboncinos Lamentationer. Ett av de första nottrycken i historien, av Petrucci, år 1506.

Ottaviano Petrucci, född 18 juni 1466 i Fossombrone i närheten av Urbino, död där 7 maj 1539, var en italiensk musikförläggare. Han utförde 1501 det första nottrycket med rörliga typer, chansonsamlingen  Harmonice Musices Odhecaton.

## Biografi
Petrucci fick 1498 av rådet i Venedig privilegium på att trycka mensuralnoter med metalltyper. Han tryckte först i Venedig (1501-11), sedermera, efter ett nytt privilegium utverkat av påven för Kyrkostaten, i sin födelsestad (1513-23).
Det var huvudsakligen mässor och motetter av de samtida nederländska kontrapunktisterna (Josquin des Prez, Johannes Ockeghem, Antoine Brumel, Jacob Obrecht med flera) ävensom luteböcker, som utgick ur Petruccis tryckeri, vars alster är såsom inkunabler sällsynta och högt skattade, inte minst för en noggrannhet, som överträffar även långt senare tryck.
Det första trycket av Petrucci var Harmonice Musices Odhecaton, en samling sekulära chansoner av kompositörer som Ockeghem, des Prez, Brumel, Busnois, Agricola och Obrecht. Den sammanställdes av dominikanmunken Petrus Castellanus.